# Skrubhøvl
Skrubhøvl, til tider stavet skruphøvl, sjældnere kaldt grovhøvl, rubhøvl eller ruhøvl.
Høvl af pudshøvltypen, ofte med svagt krummet stål og krumt jern. Spunshullet er stort. Danske skrubhøvle har i dag en standardlængde på 235-240 mm, bredden af jernet er 33-38 mm.
Grundet jernets krumme slibning er høvlen velegnet til den første grove afhøvling af træet. På gamle møbler ses ikke så sjældent at undersiden af skuffebunde eller bagklædninger kun har fået skrubhøvl – undertiden diagonalt.